# 重心動揺計
重心動揺計とは体平衡検査のうち静的平衡検査を精密化しコンピュータで解析させるようにしたものである。

## 体平衡検査
体平衡検査は静的平衡検査と動的平衡検査に分類される。静的体平衡検査は直立姿勢を評価し、動的体平衡検査は上肢の運動、下肢の運動を区別して評価する。

### ベッドサイドの静的平衡機能検査
ロンベルグ試験、マン試験、単脚直立検査などが含まれる。

#### ロンベルグ試験
両足をそろえて直立し、開眼時60秒観察の後、閉眼時60秒観察する。身体動揺、転倒が認められた場合は異常であり、特に閉眼時に動揺が増強する場合はロンベルグ陽性とする。

#### マン試験
踵と爪先を接して直立し、開眼、閉眼ともに30秒ずつ観察する。30秒以内に転倒した場合は異常となる。

#### 単脚直立試験
片足で30秒間起立する。開眼では30秒以内、閉眼で10秒以内に接地する場合は異常である。

### ベッドサイドの動的平衡機能検査

#### 足踏み試験
閉眼足踏み100歩で回転の有無を評価する。65歳以下ならば45度までの回転が正常であり90度以上で異常となる。高齢者では180度以内を正常とする。

## 重心動揺計の測定項目
以下の項目のグラビアチャートが示されるのが一般的である。

### 重心動揺図
直立における重心動揺の全体像を観察する。大動揺型、低周波型、高周波型、前後拡大型、左右拡大型、求心型、前後動揺型、左右動揺型、微細型といった型が知られている。大動揺型は中枢障害、左右動揺型は迷路障害、前後動揺型は脊髄固有反射の亢進（脊髄小脳変性症など）が疑われる。開眼、閉眼ともに行う。

### 重心動揺軌跡距離（軌跡長）
約60秒における水平面上における動揺軌跡距離であり、身体動揺の不安定さの指標となる。

### 重心動揺面積
外周面積、矩形面積、実行値面積といった測定方法がある。外周面積による評価がされることが多いが、これは最も外側の部分で評価するため動揺の密度が評価されない。開眼、閉眼ともに行う。開閉眼ともに±2SDを大きく超える場合は中枢性の平衡機能障害が疑われる。迷路障害では閉眼では異常でも開眼では正常となる場合が多い。

### 単位面積長
軌跡長を外周面積で割った値である。直立姿勢制御の微細さを示す。微細さが上昇する場合（小刻みにふるえる）はパーキンソン病などの筋緊張調節機能の障害を疑い、減少する場合（ゆるやかに揺れる）は中枢性の調節障害を疑う。

### 左右方向への変位
片側迷路障害では左右の動揺が認められることがある。

### 前後方向への変位
前方への動揺は抗重力筋の低下を疑い、後方への変位は小脳障害を疑う。

### ロンベルグ率
閉眼動揺と開眼動揺の比である。外周面積を用いて計算されることが多い。後索障害では高度な増大が認められる。末梢前庭障害では軽度の増大である。小脳の障害では前脊髄小脳路、後脊髄小脳路、脊髄オリーブ小脳路の障害を伴っている場合は軽度の増大を示すが一般的には増大しない。

## ニューラルネット判定
ニューラルネット判定としてはパワースペクトル検査が有名である。一側の迷路障害では約0.2HZのゆっくりとした規則的な揺れと不規則な揺れが混在する。両側迷路障害では約0.4HZの揺れが特徴である。また脊髄小脳変性症では0.2HZ以上に大きなパワーを示し、小脳障害では開眼、閉眼ともに前後、左右方向に高い周波数に大きなパワーを示す。